# Ligne Hakata-Minami
La ligne Hakata-Minami (博多南線, Hakataminami-sen) est une courte ligne ferroviaire située dans la préfecture de Fukuoka au Japon. Elle relie la gare de Hakata à celle de Hakata-Minami. La ligne est exploitée par la compagnie JR West et n'est empruntée que par des Shinkansen.

## Histoire
La ligne ouvre en 1975 pour permettre aux Shinkansen de la ligne Sanyō de rejoindre le dépôt de Hakata situé à environ 8 km au sud de la gare de Hakata, sur le territoire de la ville de Kasuga. La ville se développant, la gare de Hakata-minami fût construite à proximité du dépôt et des services voyageurs avec la gare de Hakata furent proposés à partir de 1990. 
Depuis 2011, la ligne partage ses voies avec la ligne Shinkansen Kyūshū entre la gare de Hakata et l'embranchement vers le dépôt.

## Caractéristiques

### Ligne
- Longueur : 8,5 km
- Ecartement : 1 435 mm
- Alimentation : 25 000 V-60 Hz par caténaire
- Nombre de voies : Double voie

### Services
La plupart des trains de la ligne continuent à Hakata sur la ligne Shinkansen Sanyō. Du point de vue tarifaire, les trajets sur la ligne se sont pas considérés comme Shinkansen mais Limited Express (supplément moins cher).

### Liste des gares
| Gare          | Nom japonais | Distance (km) | Correspondances | Localisation       |
| ------------- | ------------ | ------------- | --- | ------------------ |
| Hakata        | 博多         | 0             | JR West : Sanyō Shinkansen (interconnexion) JR Kyushu : Kyūshū Shinkansen, Kagoshima, Fukuhoku Yutaka Métro de Fukuoka : Kūkō, Nanakuma | Hakata-ku, Fukuoka |
| Hakata-Minami | 博多南       | 8,5           | | Kasuga             |